# Коробов, Иван Григорьевич

Праздник в семье Коробовых по случаю награждения орденами

Иван Григорьевич Коробов (3 (15) января 1882, Первая Подгорная Слобода  — 28 января 1952, Макеевка) — российский и советский металлург, советский политик. Отец Ильи Коробова, Павла Коробова и Николая Коробова.

## Биография
Родился 3 (15) января 1882 года в деревне Первая Подгородняя Слобода.
С 1897 года работал на Макеевском металлургическом заводе более 50 лет, из них более 30 лет старшим мастером доменного цеха. Член КП(б) Украины с 1941 года. В 1930-е годы, совершенствуя вместе с инженерами процесс выплавки чугуна, добился лучшего для того времени в СССР коэффициента использования полезного объёма доменной печи. Депутат Верховного Совета УССР 1-го созыва, Верховного Совета СССР 2-го и 3-го созывов. Награждён тремя орденами Ленина.
Умер 28 января 1952 года в Макеевке. Похоронен в Макеевке, Донецкая область, на кладбище посёлка Путь Ильича. Могила на начало 2023 года находится в заброшенном состоянии.